# Caso Kitchen
El caso Kitchen u Operación Kitchen (por «cocina» en inglés) es la séptima pieza separada de la operación Tándem, una investigación llevada por la Fiscalía Anticorrupción española. En ella, se investiga al ex comisario José Villarejo, al ex número dos de la policía, el también comisario Eugenio Pino, y al antiguo chofer de Luis Bárcenas, Sergio Ríos, por una presunta operación del Ministerio del Interior para sustraer información sensible al extesorero del Partido Popular y que pudiera perjudicar a altos cargos de este partido político.

## Historia
En el año 2013, el Ministerio del Interior, comandado entonces por Jorge Fernández Díaz, lleva a cabo esta operación con la ayuda del excomisario José Villarejo para sustraer documentos sensibles a Luis Bárcenas mientras este estaba ingresado en prisión. El operativo se bautizó desde el ministerio como Kitchen.
Según publicó el diario El Mundo, los policías consiguieron sustraer a Luis Bárcenas (entonces en prisión) su agenda personal, documentos de la contabilidad del PP, notas sobre la financiación irregular de las campañas en Madrid (ya investigados en la Operación Púnica) y apuntes relacionados con la tesorería nacional del partido.
También está implicada María Dolores de Cospedal. La fiscalía atribuía a la ex Secretaria General del Partido Popular las presiones y el espionaje que sufrió Javier Gómez de Liaño cuando era abogado de Bárcenas. Aunque el juez García-Castellón la salvó de sentarse en el banquillo, la sala de lo Penal obligó al magistrado a interrogarla por su relación con el caso. 

## Participantes
- Jorge Fernández Díaz, ministro del Interior.[6]
- Francisco Martínez Vázquez, entonces secretario de Estado de Seguridad.
- Ignacio Cosidó, entonces director general de la Policía.
- Eugenio Pino, ahora jubilado, entonces director adjunto operativo (DAO) de la Policía Nacional.
- María Dolores de Cospedal, entonces secretaria general del Partido Popular y presidenta de la Junta de Comunidades de Castilla-La Mancha.[7]

- Ignacio López del Hierro, marido de María Dolores de Cospedal.[8]
- Enrique García Castaño,[9] exjefe de la Unidad Central de Apoyo Operativo (UCAO) de la Policía, que asegura que esta operación fue completamente legal,[10] conocido por el apodo de "El Gordo", y que era un estrecho colaborador del excomisario Villarejo.

## Inicio
El presunto dispositivo policial clandestino, bautizado en su momento como Kitchen, se fraguó en el año 2013, cuando Ignacio Cosidó era director general de la Policía. Al frente de Interior estaban Jorge Fernández Díaz como ministro y Francisco Martínez como secretario de Estado de Seguridad (ambos diputados). Eugenio Pino era director adjunto operativo (DAO) del Cuerpo. La operación se montó presuntamente con el objetivo de sustraer documentos sensibles al exgerente y extesorero del PP, Luis Bárcenas, mientras este estaba en prisión, con la ayuda del ex comisario José Villarejo.
El 23 de octubre de 2013 la casa de Luis Bárcenas fue asaltada por Enrique Olivares García, nacido en 1948, y con antecedentes por robo con fuerza y tenencia de drogas, conocido como falso cura del caso Kitchen, el abogado penalista Félix Bernal confirmó que éste fue condenado a 22 años de cárcel por asaltar la casa y mantener secuestrados a punta de pistola a la mujer de Bárcenas, a su hijo, y a una empleada de hogar, revolver que según declararon extrajo de su maletín, y con el que apuntó a los presentes diciéndoles "se acabó el teatro", y que "se encontraba allí para coger lo que la Sra. Iglesias (esposa de Bárcenas) sabía que estaba escondido en la casa”, haciendo referencia a los conocidos como "papeles de Bárcenas" que no eran otra cosa que la presunta contabilidad B del Partido Popular, tal y como recoge la Sentencia de la Audiencia Provincial. Enrique Olivares fue citado a declarar como imputado  en el marco de la operación Kitchen en febrero de 2019, no pudiéndolo hacer por el “deterioro cognitivo con productividad psicótica” dictaminado por los forenses.
Los documentos que se buscaban con la operación Kitchen, y con el asalto a casa de Luis Bárcenas consistían en su agenda personal, documentos de la contabilidad b del PP en Galicia, notas sobre la financiación irregular de las campañas en Madrid (asunto que se investiga en la operación Púnica) y apuntes relacionados con la tesorería nacional del partido.

## Investigación
La investigación la lleva a cabo la Audiencia Nacional en junio de 2021, y los jueces son Diego de Egea y José de la Mata. El primero instruye la operación Tándem sobre las actividades ilegales de Villarejo y abrió una pieza separada para esto. El segundo, que investiga la caja B del PP, se ha sumado después de que el diario El Mundo publicara que entre los documentos robados hay presuntos pagos de empresarios al PP.
Los magistrados pusieron fin a la instrucción de esta pieza el 29 de julio de 2021. En febrero de 2023, la Fiscalía Anticorrupción ha solicitado una pena de 15 años de cárcel así como inhabilitación de 33 para el exministro Jorge Fernández Díaz por los delitos de encubrimiento, malversación y delitos contra la intimidad, mientras que ha interesado una condena de 19 años de prisión para el comisario jubilado José Manuel Villarejo. Asimismo, se piden 15 años de cárcel para el exsecretario de Estado de Seguridad Francisco Martínez y para el antiguo DAO de la Policía Nacional Eugenio Pino.